# Гоанская православная церковь
Гоанская православная церковь (Брахмаварская православная церковь) — малочисленная полуавтономная епархия в составе Маланкарской (Индийской) православной церкви.

## История
Образована в 1889 году, после того как несколько индийских католических священников во главе с Антонио Франциско Ксавье Альваресом, недовольных тем, как разрешился конфликт вокруг самостоятельной Гоанской епархии, присоединились к Маланкарской церкви. В том же году в Пажайской семинарии Антонио Альварес был рукоположён в епископский сан, став митрополитом Гоа-Цейлонским. Другим видным деятелем данной юрисдикции стал присоединившийся 21 апреля 1889 года в Брахмаваре вместе с четырьмя тысячами семей католический священник Лопес Нурона (исп. Lopez Nuronah). К концу года ими был построен новый храм (ныне кафедра) св. Марии. Лопес Нурона скончался 23 июля 1936 года, и сегодня является местночтимым святым в  епархии. Центром данной церкви стал приход в Брахмаваре.
После смерти в 1923 году Антонио Альвареса многие общины распались. Гоанской епархией управляли генеральные викарии. Служилась латинская литургия, переведённая на местные языки: конкани и каннада. Постепенно в богослужение вводилась восточная литургия (курбана). К концу 1980-х годов генеральный викарий перевёл всё богослужение на восточный обряд (с использованием языков конкани и каннада), община сохранила лишь остатки своей самобытности.
Кроме кафедрального храма в Брахмаваре в состав церкви входят пять часовен и пять мигрантских общин (две из них за границами Индии — в Кувейте и ОАЭ), служат пять священников, окормляющих примерно 850 семей.

## Предстоятели
- Мор Юлиус (Антонио Франциско Хавьер Альварес) (29 июля 1889 — 23 сентября 1923)
- священник P G Koshy
- священник K K Kuriakos
- священник K T Varghese
- священник Дамиан
- архимандрит Н. Д. Томас, генеральный викарий (1986—2006)
- Давид Краста, генеральный викарий (с 2006)